# Hellraiser V: Inferno
Hellraiser: Inferno, conhecido também como Hellraiser V: Inferno, ou, simplesmente, Hellraiser V, é o quinto filme da série Hellraiser e o primeiro a ser lançado diretamente em vídeo, além de, ainda, o primeiro em que o autor original, Clive Barker não participa como sendo o produtor ou um dos produtores.
Ao contrário dos filmes anteriores, que eram bem mais assustadores, Hellraiser: Inferno mais se assemelha a um filme policial.
Foi lançado comercialmente em 2000, tendo Scott Derrickson como sendo o diretor e 
Paul Harris Boardman e Scott Derrickson como sendo os roteiristas.

## Sinopse
Joseph Thorne é um detetive corrupto de Denver, infiel e usuário de drogas. Durante uma investigação, encontra uma estranha caixa de quebra-cabeças, e a leva para casa. Depois de resolver o quebra-cabeças, começa a ter bizarras alucinações, como ser seduzido por mulheres mutiladas, e ser perseguido por uma criatura sem olhos ou pernas. O detetive faz uma conexão entre o assassinato que investigava e um assassino conhecido como O Engenheiro, suspeito de ter sequestrado uma criança. Thorne vai em busca do suspeito, que por sua vez começa a assassinar amigos e pessoas conhecidas do policial, deixando em cada cena dos crimes um dos dedos da criança sequestrada.

## Elenco
- Craig Sheffer ... Det. Joseph Thorne
- Nicholas Turturro ... Det. Tony Nenonen
- James Remar ... Dr. Paul Gregory
- Doug Bradley ... Pinhead
- Nicholas Sadler ... Bernie
- Noelle Evans ... Melanie Thorne
- Lindsay Taylor ... Chloe
- Matt George ... Leon Gaultier
- Michael Shamus Wiles ... Mr. Parmagi
- Sasha Barrese ... Daphne da Sharp
- Kathryn Joosten ... Mãe
- Jessica Elliot ... Mãe de jovem Joseph
- Carmen Argenziano ... Capitão
- Christopher Neiman ... Patologista
- Christopher Kriesa ... Detective mais velho
- Timothy "TJ" James Driscoll ... O pai do jovem Joseph
- Coco Leigh ... Polícia Cena do Crime # 1
- Ian Barford ... Polícia Crime Scene # 2
- Daniel Gavin ... Polícia Crime Scene # 3